# Adolfo Zumelzú
Adolfo Zumelzú (Buenos Aires, 1902. január 5. – Buenos Aires, 1973. március 29.), olimpiai és világbajnoki ezüstérmes argentin válogatott labdarúgó.
Az argentin válogatott tagjaként részt vett az 1930-as világbajnokságon, az 1928. évi nyári olimpiai játékokon illetve az 1927-es és az 1929-es Dél-amerikai bajnokságon.

## Sikerei, díjai
Argentína
- Világbajnoki döntős (1): 1930
- Dél-amerikai bajnok (2): 1927, 1929
- Olimpiai ezüstérmes (1): 1928

## Külső hivatkozások
- Argentin keretek a Copa Américan rsssf.com
- Adolfo Zumelzú a FIFA.com honlapján Archiválva 2015. május 7-i dátummal a Wayback Machine-ben